# Curvelo
Curvelo est une ville et une municipalité dans l'État du Minas Gerais de sud-ouest du Brésil. 

## Maires
| Période | Période | Identité               | Étiquette | Qualité |
| ------- | ------- | ---------------------- | --------- | ------- |
| 2009    | 2012    | José Maria Penna Silva | PMDB      |         |